# Dumitru Braghiș
Dumitru Braghiș (n. 28 decembrie 1957, Grătiești) este un om politic moldovean, care din 27 noiembrie 2015 este Ambasador Extraordinar și Plenipotențiar al Republicii Moldova în Federația Rusă. În perioada 1999–2001 a îndeplinit funcția de prim-ministru al Republicii Moldova. A fost președinte al Partidului Democrației Sociale și deputat în Parlamentul Republicii Moldova (2005 - 2009).

## Biografie
Dumitru Braghiș s-a născut la data de 28 decembrie 1957, în satul Grătiești (astăzi suburbie a municipiului Chișinău), într-o familie de țărani. A absolvit Institutul Politehnic "Serghei Lazo" din Chișinău, specialitatea inginer-energetician în anul 1980. A obținut ulterior titlul de Doctor în economie.
Activitatea profesională și-a început-o la Uzina de Tractoare din Chișinău, în calitate de inginer-constructor (1980 - 1981). Din anul 1981 și până în anul 1992, deține diverse funcții eligibile în cadrul Uniunii Tineretului Comunist-Leninist (Komsomolului) din URSS. Între anii 1987-1988 este instructor în cadrul Comitetului Central al Partidului Comunist din Moldova.
În perioada 1989-1991, este deputat al poporului din URSS. În anii 1992-1995, deține funcția de vicedirector general al Societății FRCE "Moldova Exim". În perioada 1995-1997, deține funcția de director general al Departamentului relații economice externe al Ministerului Economiei.
În februarie 1997 este numit în funcția de viceministru al Economiei și Reformelor, director general al Departamentului relații economice externe, iar în iulie 1998 - prim-viceministru al economiei și reformelor. A fost desemnat candidat la funcția de premier la 15 decembrie 1999.
La data de 21 decembrie 1999, Dumitru Braghiș este numit în funcția de prim-ministru al Republicii Moldova. În alegerile parlamentare anticipate din 25 februarie 2001 Blocul electoral "Alianța Braghiș", condus de Dumitru Braghiș, a obținut 13,42% din sufragii. În baza acestor rezultate "Alianța Braghiș" a primit 19 mandate de deputat în noul legislativ. A candidat apoi pentru alegerea ca președinte al Republicii Moldova, dar a obținut doar 16,85% din voturi (doar 15 deputați votând pentru alegerea sa), pierzând în competiția cu Vladimir Voronin. Astfel, partidul lui Dumitru Braghiș a pierdut alegerile, cedând funcția de Prim-ministru al Republicii Moldova la 19 aprilie 2001 lui Vasile Tarlev.
Din anul 2001 și până în prezent este deputat în perioada 23 iunie 2003 - 12 ianuarie 2006 a fost membru supleant în delegația Republicii Moldova la Adunarea Parlamentară a Consiliului Europei.
La alegerile parlamentare din 2005 a fost ales ca deputat pe listele Blocului "Moldova Democrată", formațiune al cărei vicepreședinte a fost. În aprilie 2006 a constituit Partidul Democrației Sociale din Moldova, devenind președintele acestuia.
În iulie 2005, a fost candidat independent la alegerile pentru funcția de Primar General al municipiului Chișinău, obținând 20,65% din voturi. A candidat de asemenea și la alegerile din 3 iunie 2007 din partea Partidului Democrației Sociale din Moldova (PDSM).
După expirarea mandatului de deputat în 2009, până în 2013 a activat în sectorul privat.
Prin Decretul Președintelui Republicii Moldova nr. 1836-VII din 27 noiembrie 2015, a fost numit în funcția de Ambasador Extraordinar și Plenipotențiar al Republicii Moldova în Federația Rusă.
Dumitru Braghiș cunoaște limbile engleză, franceză și rusă. Este căsătorit și are un copil.